# NGC 1211
NGC 1211 (другие обозначения — UGC 2545, MCG 0-8-93, ZWG 389.81, IRAS03043-0059, PGC 11670) — линзовидная галактика в созвездии Кита. Открыта Трумэном Саффордом в 1867 году. Описание Дрейера: «довольно яркий, маленький объект круглой формы, сильно более яркий в середине, ядро выглядит как звезда 9-й или 10-й величины».
Этот объект входит в число перечисленных в оригинальной редакции «Нового общего каталога».
Галактика обладает особой морфологией. По классификации Хаббла  относится к типу SB0-a, то есть линзовидная галактика, имеющая структуры в диске и оболочке. Так хорошо заметен бар и несколько псевдоколец.  Такие структуры более характерны для спиральных галактик. В атласе галактик де Вокулёра NGC 1211 представлена как образец галактики типа (R1R2')SB(rl)0/a.
В 2009 году проводилось фотометрическое сравнение галактики с компьютерной симуляцией задачи n-тел. Модель показала хорошее согласования и указала на то, что большую роль на формирование структуры бара играет обмен углового момента.
В NGC 1211 согласно численному моделированию внешнее и внутреннее псевдокольца гравитационно не связанны  друг с другом.
Бар галактики тоже имеет нетипичные особенности. Он имеет значительное уширение перпендикулярно плоскости диска.
Чаще всего такие изменения связаны с гравитационным влиянием соседних галактик, но NGC 1211, является изолированной и не имеет соседей на расстоянии 2,5 Мпк.